# Scheila Carvalho
Scheila Carvalho Ladeira (Juiz de Fora, 24 de setembro de 1973) é uma apresentadora e ex-dançarina brasileira.
Ficou nacionalmente conhecida como integrante do É o Tchan! entre 1997 e 2005.

## Biografia
A mineira Scheila começou a dançar aos quatro anos de idade. Durante a infância fez balé e jazz, e na adolescência trabalhou como professora de lambada em uma academia, e como atendente de telemarketing em um banco. Scheila também fequentou aulas de teatro em sua cidade natal, e, aos 19 anos, interpretou uma andorinha na peça infantil A Bailarina de Cristal. No ano seguinte conseguiu emprego como bancária.
Em 1997, incentivada pelos colegas de trabalho e com o apoio da família, inscreveu-se no concurso A Nova Morena do Tchan, que visava substituir a dançarina Débora Brasil no grupo de pagode baiano. Ela gastou o dinheiro que tinha economizado para comprar um carro em passagens de avião para ir até Salvador, para participar da fase eliminatória. Eliminando cerca de 2.000 concorrentes, a morena venceu a final disputada contra Rosiane Pinheiro no Domingão do Faustão em 3 de agosto de 1997, e estreou oficialmente no É o Tchan em 21 de agosto do mesmo ano.
O grupo foi um enorme sucesso no final dos anos 90, as dançarinas viraram musas nacionais e apresentaram-se em diversos programas televisivos, tais como H e Hebe. O Tchan vendeu mais de 10 milhões de discos, com a média respeitável de mais de 1 milhão de cópias vendidas por CD, tendo até projeção no exterior, principalmente em Portugal, e chegou a participar do renomado Festival de Montreux, na Suíça, em 2004, comemoraram 10 anos com reunião de todos integrantes na gravação de um DVD, Scheila dançou inicialmente com Carla Perez, depois teve como parceira Sheila Mello e despediu-se em 4 de dezembro de 2005 no palco do Domingo Legal ao lado da loira Silmara Miranda, sua última apresentação foi em Palmas, em 28 de fevereiro de 2006. Scheila foi a dançarina a permanecer mais tempo no grupo, oito anos, sendo substituida pelas morenas Juliane Almeida e Aline Rosado. Com a fama adquirida, Scheila teve fotos publicadas em diversos jornais e foi capa de revistas como Nova, Boa Forma, Manequim e Plástica & Beleza, além de campanhas publicitárias da Virilon e da cerveja Glacial da Schincariol, entre outras.
Participou de A Turma do Didi e de Casseta & Planeta, Urgente!. Foi a empregada caipira Dadá, a assanhada namorada do velho Venâncio, interpretado por Tom Cavalcante no extinto programa Megatom da Rede Globo, fez aulas de interpretação e tirou um registro provisório, assim estreou o quadro ao vivo Estrela da Sorte - Dia de Estrela no programa É Show. Atuou por cerca de três anos no humorístico A Praça é Nossa do SBT, com sua personagem, a tarada Rosa.
Em 2000, teve sua única aparição no cinema com o filme PopStar da Xuxa.
Em 2002, apresentou juntamente com Eri Johnson, o programa de auditório Super Show Barateiro, do Grupo Pão de Açúçar, nas manhãs de domingo na Record, inspirado nas antigas gincanas televisivas, o game show premiava instituições beneficentes, ainda foi jurada do Melhor do Brasil, apresentado por Márcio Garcia.
Desde 1998, seu primeiro carnaval na Bahia, está acostumada a passar a festa em cima de um trio elétrico, ainda em Salvador, desde 2008 é rainha do bloco infantil da Carla Perez, o Algodão Doce. No sambódromo, estreou em 1998 como destaque de carro alegórico da Mocidade Independente de Padre Miguel, no Rio de Janeiro, em 2007 no carnaval paulista foi madrinha da bateria da Vai-Vai, em 2009 e 2010 saiu pela Unidos de Vila Maria.
Realizou ensaios sensuais e posou nua para revistas masculinas, sendo cinco vezes capa da Playboy, em fevereiro de 1998, setembro de 1999 (juntamente com Sheila Mello), novembro de 2000, dezembro de 2001 (capa dupla com Luize Altenhofen) e abril de 2009 (simultaneamente com o marido Tony Salles na revista G Magazine). Scheila é recordista de vendas da Playboy na somatória de suas capas, e figura em quarto lugar no ranking das edições individuais com seu ensaio de 1998, atrás apenas de Joana Prado, Suzana Alves e Adriane Galisteu, respectivamente, em 2003 estrelou o primeiro DVD da revista. Foi ainda uma vez capa da edição de aniversário da Sexy, em outubro de 2005 e outras cinco vezes da VIP, em junho de 1999, agosto de 1999, outubro de 2000, novembro de 2001 e setembro de 2002, eleita três vezes consecutivas como a mulher mais sexy do mundo por essa mesma revista, a partir de 2002 se tornou hors-concours de sua votação anual. Em janeiro de 2009 posou para um dos sites mais sensuais do Brasil, o Paparazzo da Globo.com, e foi a Garota Pin-up em dezembro do mesmo ano em outro site.
Em 2004, foi cotada para viver a sambista Nalva Ferrari, na novela Senhora do Destino, de Aguinaldo Silva, não pode assumir por problemas de agenda, o papel ficou com Tânia Kalil.
Em 2009, interpretou a índia Bartira na tradicional peça do surgimento da cidade de São Vicente, litoral de São Paulo, o espetáculo contou também com a participação de Nuno Leal Maia. Participou do CQTeste em 20 de abril de 2009.
Desde o final de 2001 ela conduz o programa de variedades Bom Demais, o nome é uma homenagem aos mineiros, na Record Bahia, antiga TV Itapoan, e ambiciona um programa de televisão em rede nacional.
Em 2013, participa do reality show A Fazenda na Rede Record. Considerada uma das maiores favoritas ao prêmio, foi a sexta eliminada do reality show em votação recorde do programa, na disputa com Bárbara Evans, campeã do reality.
Em 2014, anunciou um projeto em dupla com Sheila Mello intitulado Sheilas Sob as Luzes, onde realizam shows por todo o Brasil coreografando diversas músicas.

## Vida pessoal
Scheila é filha da vendedora de churros Eunice Lessa Carvalho e do motorista de ônibus Waltencyr Fidélis Ladeira, falecido em 1996, tendo dois irmãos, Vânia e Wagner. Nascida em uma família espírita, seu nome foi uma homenagem ao espírito Scheilla, a qual o medium Chico Xavier atrelava as cartas psicografadas.
Nos primeiros anos de É o Tchan!, Scheila mudou-se para Salvador, onde passou a morar sozinha. Em 2000 colocou silicone nos seios.
Em 2002 começou a namorar o cantor Tony Salles, na época vocalista do É o Tchan!. Os dois se casaram em 17 de abril de 2007. O primeiro filho do casal, Brian, nasceu prematuramente aos sete meses em 19 de novembro de 2007, pesando apenas 1,5kg e com má formação no intestino, o que lhe fez desenvolver insuficiência renal e passar dois meses na UTI, falecendo em 18 de janeiro de 2008. O fato fez com que Scheila desenvolvesse depressão. Scheila engravidou novamente em 2009 e sua filha, Giulia, nasceu em 21 de junho de 2010, sendo o nome uma homenagem à origem italiana de seu falecido pai. Em 2013, enquanto estava no reality A Fazenda 6 , Scheila foi traída por seu marido com a dançarina Kamila Simioni, que publicou as imagens em suas redes sociais, porém o casal reatou em 2014 após um período separado.

## Filmografia

### Televisão
| Ano     | Título                   | Cargo                  | Notas                     |
| ------- | ------------------------ | ---------------------- | ------------------------- |
| 2000–01 | Megatom                  | Dadá                   |                           |
| 2001    | Super Show Barateiro     | Apresentadora          |                           |
| 2001–13 | Bom D+                   | Apresentadora          |                           |
| 2005    | O Melhor do Brasil       | Jurada                 | Quadro: Hora do Gongo     |
| 2011–13 | Escolinha do Gugu        | Dona Aidá / Dona Lelé  |                           |
| 2013    | A Fazenda                | Participante           | Temporada 6               |
| 2013    | Domingo da Gente         | Apresentadora especial | Episódio: "1 de dezembro" |
| 2016    | Saltibum                 | Participante           | Temporada 3               |
| 2025    | The Masked Singer Brasil | Ruth (16° lugar)       | Temporada 5               |
| 2025    | Batalha do Lip Sync      | Participante           | Temporada 4               |

### Internet
| Ano           | Título           | Cargo         |
| ------------- | ---------------- | ------------- |
| 2018–presente | Bom pra Carvalho | Apresentadora |

### Cinema
| Ano  | Título       | Personagem |
| ---- | ------------ | ---------- |
| 2000 | Xuxa Popstar | Ela mesma  |

## Prêmios e indicações
Desde 1998, os leitores da revista elegem pelo site as 100 mulheres mais sexy do mundo, ao estilo de revistas estrangeiras como Maxim e FHM.
| Ano  | Recipiente       | Categoria             | Resultado |
| ---- | ---------------- | --------------------- | --------- |
| 1998 | Scheila Carvalho | As 100+ Sexy do Mundo | 3º lugar  |
| 1999 | Scheila Carvalho | As 100+ Sexy do Mundo | 1º lugar  |
| 2000 | Scheila Carvalho | As 100+ Sexy do Mundo | 1º lugar  |
| 2001 | Scheila Carvalho | As 100+ Sexy do Mundo | 1º lugar  |